# Diecezja Fort-Liberté
Diecezja Fort-Liberté (łac. Dioecesis Castelli Libertatis) – katolicka diecezja na Haiti należąca do archidiecezji Cap-Haïtien. Została erygowana 31 stycznia 1991 roku.

## Ordynariusze
- Hubert Constant, O.M.I. (1991 - 2003)
- Chibly Langlois (2004 - 2011)
- Max Leroy Mésidor (2012 - 2013)
- Quesnel Alphonse (od 2014)